# Saint-Simon (Cantal)
 Saint-Simon  es una población y comuna francesa, situada en la región de Auvernia, departamento de Cantal, en el distrito de Aurillac y cantón de Aurillac-4.

## Demografía
| 842 | 842 | 1007 | 959 | 989 | 1018 |
| Para los censos de 1962 a 1999 la población legal corresponde a la población sin duplicidades (Fuente: INSEE [Consultar]) |     |      |     |     |      |